# Disonance
Disonance je souzvuk dvou nebo několika tónů, který působí drsně až nepříjemně. Stejně jako disharmonie nemůže být chápán jako něco objektivně nepatřičného, neboť může být zcela záměrnou součástí skladby.
Ve starší hudbě (do klasicismu, částečně i v romantismu) platí, že každá disonance musí být rozvedena do konsonance: například po silně disonantním dominantním septakordu by měl následovat konsonantní tónický kvintakord či jiný konsonantní akord (např. kvintakord na VI. stupni). Nastolené napětí se tím uklidní. Někdy je navíc třeba disonance připravovat, aby nastupovaly plynule. Toto střídání napětí a uvolnění je důležitou součástí průběhu hudební skladby.
V novější hudbě (přibližně od konce 19. století) se od přípravy a rozvodu disonance ustupuje. 